# Limfjordssnäcka
Limfjordssnäcka (Onoba semicostata) är en snäckart som först beskrevs av Montagu 1803.  Limfjordssnäcka ingår i släktet Onoba och familjen Rissoidae. Arten är reproducerande i Sverige. Inga underarter finns listade i Catalogue of Life.